# This Means War (Nickelback)
This Means War è un singolo del gruppo canadese Nickelback, terzo estratto dall'album Here and Now. Inizialmente è stato pubblicato come singolo promozionale in Germania il 10 novembre 2011, ed è stato in seguito pubblicato come singolo radiofonico negli Stati Uniti il 14 febbraio 2012. Il 16 febbraio 2012, è stato pubblicato sul nickelbacktv su YouTube un dietro le quinte del video. È stato girato un video musicale per il singolo, che ha debuttato il 29 marzo 2012. Inoltre è stato usato come sigla ufficiale di Elimination Chamber WWE (2012).